# Roewe RX3
Roewe RX3 — субкомпактный кроссовер, выпускаемый суббрендом SAIC Roewe. Оригинальный RX3 продавался с 2017 года и получил обновление под названием RX3 Pro в 2021 году. Более крупный гибридный вариант в сегменте компактных кроссоверов-внедорожников под названием Lomemo был доступен с мая 2022 года.

## Обзор
Кроссовер RX3 разделяет основу с MG ZS и расположен ниже компактного кроссовера Roewe RX5. В 2019 году Roewe RX3 получил обновление стандартов выбросов China VI. Roewe RX3 2019 года был официально представлен 17 июня. Изюминкой Roewe RX3 2019 года стало детское кресло. Он оснащен встроенным детским сиденьем на задних сиденьях. По данным SAIC, для переключения между обычным задним сиденьем и детским сиденьем требуется всего четыре шага. Кроме того, панорамный люк стал стандартной комплектацией обновленных моделей 2019 года.
Roewe RX3 оснащен 1,6-литровым бензиновым двигателем без наддува и 1,3-литровым бензиновым двигателем с турбонаддувом. Максимальная мощность составляет 92 кВт (125 л. с.) и 158 Нм для первого и 120 кВт (163 л. с.) и 230 Нм для последнего. Варианты трансмиссии — шестиступенчатая автоматическая коробка передач для 1,3-литровых двигателей с турбонаддувом, а также механическая коробка передач и вариаторная коробка передач Aisin для 1,6-литровых двигателей. По данным SAIC, расход топлива для моделей с двигателем объемом 1,6 литра составляет 5,6 литра на 100 километров (18 км/л; 42 мили на галлон в США; 50 миль на галлон в США).

## Roewe RX3 Pro
Roewe RX3 Pro был анонсирован 19 марта 2021 года как обновленная версия модельного ряда RX3 2021 года. RX3 Pro имеет обновленную переднюю часть и обновленные задние фонари с опциями, добавляющими дополнительный «оранжевый» цвет. Обновленная передняя часть стандартизирует светодиодные фары во всей линейке, а обновление также включает панорамный люк на крыше и 10,1-дюймовые подвесные большие экраны высокой четкости в салоне. Мощность RX3 Pro составляет 1,6-литровый двигатель с максимальной мощностью 92 кВт (125 л. с.) и максимальным крутящим моментом 158 Нм. Двигатель агрегатируется с пятиступенчатой механической коробкой передач или вариатором. Расход топлива составляет 6,1-6,0 литров на 100 километров.

## Roewe Totoro/ Lomemo
Roewe Lomemo, представленный в мае 2022 года, представляет собой вариант гибридного компактного кроссовера на базе Roewe RX3 Pro. Оригинальное китайское имя переводится как Тоторо, а английское имя также является транслитерацией китайского произношения имени Лонг Мао. У Lomemo изменен дизайн передней и задней частей, в результате чего возникла небольшая разница в длине, ширине и высоте, а длина увеличена до 4440 мм (174,8 дюйма), что позволяет классифицировать его как компактный кроссовер. Обновленный дизайн также привел к увеличению ширины на 1810 мм (71,3 дюйма) и высоты на 1634 мм (64,3 дюйма), при этом колесная база осталась равной 2625 мм (103,3 дюйма). Что касается мощности, Roewe Lomemo оснащен гибридной системой, состоящей из 1,5-литрового двигателя и электродвигателя. Максимальная мощность двигателя составляет 88 киловатт (120 л.с.).